# (31951) Alexisallen
2000 GL123 (asteroide 31951) é um asteroide da cintura principal. Possui uma excentricidade de 0.19380120 e uma inclinação de 4.93736º.
Este asteroide foi descoberto no dia 7 de abril de 2000 por LINEAR em Socorro.